# Lista di asteroidi (281001-282000)
Di seguito una lista di asteroidi dal numero 281001 al 282000 con data di scoperta e scopritore.

## 281001-281100
| Nome            | Designazione provvisoria | Data di scoperta  | Scopritore           |
| --------------- | ------------------------ | ----------------- | -------------------- |
| 281001 -        | 2006 DT141               | 25 febbraio 2006  | Spacewatch           |
| 281002 -        | 2006 DB164               | 27 febbraio 2006  | Mount Lemmon Survey  |
| 281003 -        | 2006 DJ171               | 27 febbraio 2006  | Spacewatch           |
| 281004 -        | 2006 DB181               | 27 febbraio 2006  | Spacewatch           |
| 281005 -        | 2006 DH191               | 27 febbraio 2006  | Spacewatch           |
| 281006 -        | 2006 DW203               | 23 febbraio 2006  | LONEOS               |
| 281007 -        | 2006 DR204               | 27 febbraio 2006  | CSS                  |
| 281008 -        | 2006 DU207               | 25 febbraio 2006  | Spacewatch           |
| 281009 -        | 2006 DN208               | 25 febbraio 2006  | Spacewatch           |
| 281010 -        | 2006 DJ215               | 25 febbraio 2006  | Mount Lemmon Survey  |
| 281011 -        | 2006 ET2                 | 2 marzo 2006      | Spacewatch           |
| 281012 -        | 2006 EA11                | 2 marzo 2006      | Spacewatch           |
| 281013 -        | 2006 EE13                | 2 marzo 2006      | Spacewatch           |
| 281014 -        | 2006 EC21                | 3 marzo 2006      | Spacewatch           |
| 281015 -        | 2006 EJ32                | 3 marzo 2006      | Mount Lemmon Survey  |
| 281016 -        | 2006 EH37                | 3 marzo 2006      | Spacewatch           |
| 281017 -        | 2006 EV60                | 5 marzo 2006      | Spacewatch           |
| 281018 -        | 2006 ED63                | 5 marzo 2006      | Spacewatch           |
| 281019 -        | 2006 EB65                | 5 marzo 2006      | Spacewatch           |
| 281020 -        | 2006 EH65                | 5 marzo 2006      | Spacewatch           |
| 281021 -        | 2006 EX68                | 2 marzo 2006      | Buie, M. W.          |
| 281022 -        | 2006 EV69                | 9 marzo 2006      | CSS                  |
| 281023 -        | 2006 FZ5                 | 23 marzo 2006     | Mount Lemmon Survey  |
| 281024 -        | 2006 FH53                | 25 marzo 2006     | Spacewatch           |
| 281025 -        | 2006 GR                  | 2 aprile 2006     | Sarneczky, K.        |
| 281026 -        | 2006 GU4                 | 2 aprile 2006     | Spacewatch           |
| 281027 -        | 2006 GK13                | 2 aprile 2006     | Spacewatch           |
| 281028 -        | 2006 GS14                | 2 aprile 2006     | Spacewatch           |
| 281029 -        | 2006 GU14                | 2 aprile 2006     | Spacewatch           |
| 281030 -        | 2006 GF30                | 2 aprile 2006     | Mount Lemmon Survey  |
| 281031 -        | 2006 GS45                | 8 aprile 2006     | Spacewatch           |
| 281032 -        | 2006 GX54                | 8 aprile 2006     | Spacewatch           |
| 281033 -        | 2006 HF9                 | 19 aprile 2006    | Spacewatch           |
| 281034 -        | 2006 HP12                | 19 aprile 2006    | Mount Lemmon Survey  |
| 281035 -        | 2006 HM21                | 20 aprile 2006    | Spacewatch           |
| 281036 -        | 2006 HB22                | 20 aprile 2006    | Spacewatch           |
| 281037 -        | 2006 HS22                | 20 aprile 2006    | Spacewatch           |
| 281038 -        | 2006 HE27                | 20 aprile 2006    | Spacewatch           |
| 281039 -        | 2006 HX36                | 21 aprile 2006    | Spacewatch           |
| 281040 -        | 2006 HY39                | 21 aprile 2006    | Spacewatch           |
| 281041 -        | 2006 HV46                | 20 aprile 2006    | Spacewatch           |
| 281042 -        | 2006 HE50                | 26 aprile 2006    | Spacewatch           |
| 281043 -        | 2006 HO51                | 26 aprile 2006    | Broughton, J.        |
| 281044 -        | 2006 HF60                | 26 aprile 2006    | LONEOS               |
| 281045 -        | 2006 HL66                | 24 aprile 2006    | Spacewatch           |
| 281046 -        | 2006 HF90                | 13 gennaio 2005   | CSS                  |
| 281047 -        | 2006 HL110               | 26 aprile 2006    | Siding Spring Survey |
| 281048 -        | 2006 HA116               | 26 aprile 2006    | Mount Lemmon Survey  |
| 281049 -        | 2006 HQ123               | 24 aprile 2006    | Spacewatch           |
| 281050 -        | 2006 HG124               | 26 aprile 2006    | Buie, M. W.          |
| 281051 -        | 2006 HP124               | 26 aprile 2006    | Buie, M. W.          |
| 281052 -        | 2006 HH153               | 20 aprile 2006    | Spacewatch           |
| 281053 -        | 2006 JD12                | 1 maggio 2006     | Spacewatch           |
| 281054 -        | 2006 JE17                | 2 MAGGIO 2006     | Spacewatch           |
| 281055 -        | 2006 JE39                | 6 maggio 2006     | Mount Lemmon Survey  |
| 281056 -        | 2006 JT63                | 1 maggio 2006     | Buie, M. W.          |
| 281057 -        | 2006 KO4                 | 19 maggio 2006    | Mount Lemmon Survey  |
| 281058 -        | 2006 KZ4                 | 19 maggio 2006    | Mount Lemmon Survey  |
| 281059 -        | 2006 KF13                | 20 maggio 2006    | Spacewatch           |
| 281060 -        | 2006 KE26                | 20 maggio 2006    | Spacewatch           |
| 281061 -        | 2006 KR27                | 20 maggio 2006    | Spacewatch           |
| 281062 -        | 2006 KQ33                | 20 maggio 2006    | Spacewatch           |
| 281063 -        | 2006 KH46                | 21 maggio 2006    | Mount Lemmon Survey  |
| 281064 -        | 2006 KE73                | 23 maggio 2006    | Spacewatch           |
| 281065 -        | 2006 KJ83                | 20 maggio 2006    | NEAT                 |
| 281066 -        | 2006 KT122               | 22 maggio 2006    | Spacewatch           |
| 281067 Barmby   | 2006 KU130               | 25 maggio 2006    | Wiegert, P. A.       |
| 281068 Chipolin | 2006 OK1                 | 18 luglio 2006    | LUSS                 |
| 281069 -        | 2006 OO10                | 25 luglio 2006    | Rinner, C.           |
| 281070 -        | 2006 OY10                | 21 luglio 2006    | Tholen, D. J.        |
| 281071 -        | 2006 PM                  | 6 agosto 2006     | Ferrando, R.         |
| 281072 -        | 2006 PB42                | 14 agosto 2006    | NEAT                 |
| 281073 -        | 2006 QK100               | 24 agosto 2006    | NEAT                 |
| 281074 -        | 2006 QL119               | 28 agosto 2006    | LINEAR               |
| 281075 -        | 2006 QE120               | 29 agosto 2006    | CSS                  |
| 281076 -        | 2006 QV122               | 29 agosto 2006    | LONEOS               |
| 281077 -        | 2006 QD136               | 28 agosto 2006    | Tucker, R. A.        |
| 281078 -        | 2006 QF141               | 18 agosto 2006    | NEAT                 |
| 281079 -        | 2006 RB26                | 14 settembre 2006 | Spacewatch           |
| 281080 -        | 2006 RR61                | 12 settembre 2006 | CSS                  |
| 281081 -        | 2006 RX102               | 14 settembre 2006 | NEAT                 |
| 281082 -        | 2006 SH33                | 17 settembre 2006 | CSS                  |
| 281083 -        | 2006 SD55                | 18 settembre 2006 | CSS                  |
| 281084 -        | 2006 SF59                | 16 settembre 2006 | CSS                  |
| 281085 -        | 2006 SD139               | 21 settembre 2006 | LONEOS               |
| 281086 -        | 2006 SN220               | 25 settembre 2006 | LINEAR               |
| 281087 -        | 2006 SN231               | 26 settembre 2006 | Spacewatch           |
| 281088 -        | 2006 SY411               | 28 settembre 2006 | CSS                  |
| 281089 -        | 2006 SG412               | 27 settembre 2006 | Mount Lemmon Survey  |
| 281090 -        | 2006 TY73                | 11 ottobre 2006   | NEAT                 |
| 281091 -        | 2006 TW99                | 15 ottobre 2006   | Spacewatch           |
| 281092 -        | 2006 TE120               | 12 ottobre 2006   | Becker, A. C.        |
| 281093 -        | 2006 UR109               | 19 ottobre 2006   | Spacewatch           |
| 281094 -        | 2006 UB210               | 23 ottobre 2006   | Spacewatch           |
| 281095 -        | 2006 UT218               | 16 ottobre 2006   | CSS                  |
| 281096 -        | 2006 UT272               | 27 ottobre 2006   | Spacewatch           |
| 281097 -        | 2006 UR328               | 19 ottobre 2006   | CSS                  |
| 281098 -        | 2006 VV28                | 10 novembre 2006  | Spacewatch           |
| 281099 -        | 2006 VU70                | 11 novembre 2006  | Spacewatch           |
| 281100 -        | 2006 WS10                | 16 novembre 2006  | LINEAR               |

## 281101-281200
| Nome              | Designazione provvisoria | Data di scoperta | Scopritore            |
| ----------------- | ------------------------ | ---------------- | --------------------- |
| 281101 -          | 2006 WJ17                | 17 novembre 2006 | LINEAR                |
| 281102 -          | 2006 WZ79                | 18 novembre 2006 | Spacewatch            |
| 281103 -          | 2006 WT82                | 18 novembre 2006 | Spacewatch            |
| 281104 -          | 2006 WY159               | 22 novembre 2006 | Mount Lemmon Survey   |
| 281105 Dionneross | 2006 WT198               | 20 novembre 2006 | CSS                   |
| 281106 -          | 2006 XE56                | 13 dicembre 2006 | Mount Lemmon Survey   |
| 281107 -          | 2006 XR73                | 15 dicembre 2006 | CSS                   |
| 281108 -          | 2006 YC2                 | 17 dicembre 2006 | Yeung, W. K. Y.       |
| 281109 -          | 2006 YM34                | 21 dicembre 2006 | Spacewatch            |
| 281110 -          | 2007 AW1                 | 8 gennaio 2007   | Mount Lemmon Survey   |
| 281111 -          | 2007 AU6                 | 9 gennaio 2007   | Spacewatch            |
| 281112 -          | 2007 AN14                | 9 gennaio 2007   | Mount Lemmon Survey   |
| 281113 -          | 2007 AV21                | 15 gennaio 2007  | LONEOS                |
| 281114 -          | 2007 BX10                | 17 gennaio 2007  | Spacewatch            |
| 281115 -          | 2007 BP15                | 17 gennaio 2007  | Spacewatch            |
| 281116 -          | 2007 BM20                | 23 gen 2007      | LONEOS                |
| 281117 -          | 2007 BN29                | 24 gennaio 2007  | Mount Lemmon Survey   |
| 281118 -          | 2007 BF46                | 26 gennaio 2007  | Spacewatch            |
| 281119 -          | 2007 BB47                | 26 gennaio 2007  | Spacewatch            |
| 281120 -          | 2007 BN50                | 23 gen 2007      | LINEAR                |
| 281121 -          | 2007 BJ51                | 24 gennaio 2007  | Spacewatch            |
| 281122 -          | 2007 BW57                | 24 gennaio 2007  | LINEAR                |
| 281123 -          | 2007 BP67                | 27 gennaio 2007  | Mount Lemmon Survey   |
| 281124 -          | 2007 BH70                | 27 gennaio 2007  | Mount Lemmon Survey   |
| 281125 -          | 2007 BK70                | 27 gennaio 2007  | Mount Lemmon Survey   |
| 281126 -          | 2007 BJ73                | 27 gennaio 2007  | Mount Lemmon Survey   |
| 281127 -          | 2007 BW76                | 24 gennaio 2007  | Mount Lemmon Survey   |
| 281128 -          | 2007 CW17                | 8 febbraio 2007  | Mount Lemmon Survey   |
| 281129 -          | 2007 CP23                | 7 febbraio 2007  | CSS                   |
| 281130 -          | 2007 CY34                | 6 febbraio 2007  | NEAT                  |
| 281131 -          | 2007 CJ38                | 6 febbraio 2007  | Mount Lemmon Survey   |
| 281132 -          | 2007 CL44                | 8 febbraio 2007  | NEAT                  |
| 281133 -          | 2007 CX45                | 8 febbraio 2007  | NEAT                  |
| 281134 -          | 2007 CM47                | 9 FEBBRAIO 2007  | Spacewatch            |
| 281135 -          | 2007 CR50                | 10 febbraio 2007 | CSS                   |
| 281136 -          | 2007 CJ60                | 10 febbraio 2007 | NEAT                  |
| 281137 -          | 2007 CH66                | 10 febbraio 2007 | CSS                   |
| 281138 -          | 2007 DR2                 | 16 febbraio 2007 | CSS                   |
| 281139 -          | 2007 DL7                 | 19 febbraio 2007 | Lowe, A.              |
| 281140 Trier      | 2007 DO7                 | 16 febbraio 2007 | Schwab, E., Kling, R. |
| 281141 -          | 2007 DO12                | 16 febbraio 2007 | Mount Lemmon Survey   |
| 281142 -          | 2007 DH15                | 17 FEBBRAIO 2007 | Spacewatch            |
| 281143 -          | 2007 DG31                | 17 FEBBRAIO 2007 | Spacewatch            |
| 281144 -          | 2007 DS37                | 17 FEBBRAIO 2007 | Spacewatch            |
| 281145 -          | 2007 DF41                | 19 febbraio 2007 | Mount Lemmon Survey   |
| 281146 -          | 2007 DT42                | 17 FEBBRAIO 2007 | Spacewatch            |
| 281147 -          | 2007 DA43                | 17 FEBBRAIO 2007 | CSS                   |
| 281148 -          | 2007 DX56                | 21 febbraio 2007 | LINEAR                |
| 281149 -          | 2007 DH57                | 21 febbraio 2007 | Mount Lemmon Survey   |
| 281150 -          | 2007 DK58                | 21 febbraio 2007 | Spacewatch            |
| 281151 -          | 2007 DY65                | 21 febbraio 2007 | Spacewatch            |
| 281152 -          | 2007 DM74                | 21 febbraio 2007 | Mount Lemmon Survey   |
| 281153 -          | 2007 DS94                | 23 febbraio 2007 | Spacewatch            |
| 281154 -          | 2007 DJ96                | 23 febbraio 2007 | Mount Lemmon Survey   |
| 281155 -          | 2007 DZ96                | 23 febbraio 2007 | Spacewatch            |
| 281156 -          | 2007 DA100               | 25 febbraio 2007 | Mount Lemmon Survey   |
| 281157 -          | 2007 DL104               | 27 febbraio 2007 | CSS                   |
| 281158 -          | 2007 DU106               | 23 febbraio 2007 | Mount Lemmon Survey   |
| 281159 -          | 2007 DP115               | 21 febbraio 2007 | Mount Lemmon Survey   |
| 281160 -          | 2007 ER3                 | 9 marzo 2007     | CSS                   |
| 281161 -          | 2007 EK5                 | 9 marzo 2007     | Mount Lemmon Survey   |
| 281162 -          | 2007 EO14                | 9 marzo 2007     | CSS                   |
| 281163 -          | 2007 EO16                | 9 marzo 2007     | Spacewatch            |
| 281164 -          | 2007 EZ23                | 10 marzo 2007    | Mount Lemmon Survey   |
| 281165 -          | 2007 EX24                | 10 marzo 2007    | NEAT                  |
| 281166 -          | 2007 ET34                | 10 marzo 2007    | NEAT                  |
| 281167 -          | 2007 EN39                | 12 marzo 2007    | Klet                  |
| 281168 -          | 2007 EA44                | 9 marzo 2007     | Spacewatch            |
| 281169 -          | 2007 EP45                | 9 marzo 2007     | Spacewatch            |
| 281170 -          | 2007 ET45                | 9 marzo 2007     | Spacewatch            |
| 281171 -          | 2007 EB48                | 9 marzo 2007     | Spacewatch            |
| 281172 -          | 2007 EM48                | 9 marzo 2007     | Spacewatch            |
| 281173 -          | 2007 EP48                | 9 marzo 2007     | Spacewatch            |
| 281174 -          | 2007 EZ68                | 10 marzo 2007    | Spacewatch            |
| 281175 -          | 2007 EU71                | 10 marzo 2007    | Spacewatch            |
| 281176 -          | 2007 EM72                | 10 marzo 2007    | Spacewatch            |
| 281177 -          | 2007 EG73                | 10 marzo 2007    | NEAT                  |
| 281178 -          | 2007 EG76                | 10 marzo 2007    | Spacewatch            |
| 281179 -          | 2007 EB79                | 10 marzo 2007    | NEAT                  |
| 281180 -          | 2007 EX82                | 12 marzo 2007    | Spacewatch            |
| 281181 -          | 2007 EM92                | 10 marzo 2007    | NEAT                  |
| 281182 -          | 2007 ER105               | 11 marzo 2007    | Mount Lemmon Survey   |
| 281183 -          | 2007 EN145               | 12 marzo 2007    | Mount Lemmon Survey   |
| 281184 -          | 2007 EY147               | 12 marzo 2007    | Mount Lemmon Survey   |
| 281185 -          | 2007 EQ151               | 12 marzo 2007    | Mount Lemmon Survey   |
| 281186 -          | 2007 EP166               | 11 marzo 2007    | CSS                   |
| 281187 -          | 2007 EZ175               | 14 mar 2007      | Spacewatch            |
| 281188 -          | 2007 EK177               | 14 mar 2007      | Spacewatch            |
| 281189 -          | 2007 EU178               | 14 mar 2007      | Spacewatch            |
| 281190 -          | 2007 EF181               | 14 mar 2007      | Spacewatch            |
| 281191 -          | 2007 EQ198               | 15 marzo 2007    | CSS                   |
| 281192 -          | 2007 ES210               | 8 marzo 2007     | NEAT                  |
| 281193 -          | 2007 EK213               | 9 marzo 2007     | Mount Lemmon Survey   |
| 281194 -          | 2007 EO213               | 9 marzo 2007     | Spacewatch            |
| 281195 -          | 2007 EM214               | 9 marzo 2007     | Spacewatch            |
| 281196 -          | 2007 ED219               | 13 marzo 2007    | Spacewatch            |
| 281197 -          | 2007 EB220               | 13 marzo 2007    | Spacewatch            |
| 281198 -          | 2007 ET223               | 11 marzo 2007    | Spacewatch            |
| 281199 -          | 2007 FD18                | 16 marzo 2007    | Spacewatch            |
| 281200 -          | 2007 FC22                | 20 marzo 2007    | Spacewatch            |

## 281201-281300
| Nome               | Designazione provvisoria | Data di scoperta  | Scopritore              |
| ------------------ | ------------------------ | ----------------- | ----------------------- |
| 281201 -           | 2007 FW45                | 16 marzo 2007     | Mount Lemmon Survey     |
| 281202 -           | 2007 FE47                | 20 marzo 2007     | Mount Lemmon Survey     |
| 281203 -           | 2007 GU21                | 11 aprile 2007    | Mount Lemmon Survey     |
| 281204 -           | 2007 GJ31                | 14 aprile 2007    | Mount Lemmon Survey     |
| 281205 -           | 2007 GY40                | 14 aprile 2007    | Spacewatch              |
| 281206 -           | 2007 GT49                | 15 aprile 2007    | LINEAR                  |
| 281207 -           | 2007 GE50                | 15 aprile 2007    | LINEAR                  |
| 281208 -           | 2007 GV51                | 15 aprile 2007    | Moletai                 |
| 281209 -           | 2007 GE63                | 15 aprile 2007    | Spacewatch              |
| 281210 -           | 2007 GL66                | 15 aprile 2007    | Spacewatch              |
| 281211 -           | 2007 HC1                 | 16 aprile 2007    | CSS                     |
| 281212 -           | 2007 HG1                 | 16 aprile 2007    | CSS                     |
| 281213 -           | 2007 HT7                 | 17 aprile 2007    | Yeung, W. K. Y.         |
| 281214 -           | 2007 HX11                | 18 Apr 2007       | Mount Lemmon Survey     |
| 281215 -           | 2007 HB19                | 18 Apr 2007       | LONEOS                  |
| 281216 -           | 2007 HH22                | 18 Apr 2007       | Spacewatch              |
| 281217 -           | 2007 HW28                | 19 aprile 2007    | Mount Lemmon Survey     |
| 281218 -           | 2007 HC31                | 19 aprile 2007    | Mount Lemmon Survey     |
| 281219 -           | 2007 HK33                | 14 aprile 2007    | Spacewatch              |
| 281220 -           | 2007 HY38                | 20 aprile 2007    | LINEAR                  |
| 281221 -           | 2007 HQ54                | 22 aprile 2007    | Spacewatch              |
| 281222 -           | 2007 HO58                | 23 aprile 2007    | CSS                     |
| 281223 -           | 2007 HV66                | 22 aprile 2007    | Mount Lemmon Survey     |
| 281224 -           | 2007 HM75                | 22 aprile 2007    | Spacewatch              |
| 281225 -           | 2007 HA86                | 7 dicembre 2005   | Spacewatch              |
| 281226 -           | 2007 HF89                | 23 aprile 2007    | Spacewatch              |
| 281227 -           | 2007 HL91                | 18 Apr 2007       | Mount Lemmon Survey     |
| 281228 -           | 2007 HZ92                | 18 Apr 2007       | Spacewatch              |
| 281229 -           | 2007 JF                  | 7 maggio 2007     | Spacewatch              |
| 281230 -           | 2007 JT3                 | 6 maggio 2007     | Spacewatch              |
| 281231 -           | 2007 JO6                 | 9 maggio 2007     | Mount Lemmon Survey     |
| 281232 -           | 2007 JQ21                | 9 maggio 2007     | Mount Lemmon Survey     |
| 281233 -           | 2007 JK31                | 12 maggio 2007    | Mount Lemmon Survey     |
| 281234 -           | 2007 JZ33                | 9 maggio 2007     | Mount Lemmon Survey     |
| 281235 -           | 2007 JE36                | 15 maggio 2007    | Young, J. W.            |
| 281236 -           | 2007 JM39                | 15 maggio 2007    | Spacewatch              |
| 281237 -           | 2007 JE42                | 15 maggio 2007    | OAM                     |
| 281238 -           | 2007 KQ                  | 16 maggio 2007    | Hug, G.                 |
| 281239 -           | 2007 KD5                 | 24 maggio 2007    | Mount Lemmon Survey     |
| 281240 -           | 2007 LG4                 | 8 giugno 2007     | Spacewatch              |
| 281241 -           | 2007 LM5                 | 9 GIUGNO 2007     | Spacewatch              |
| 281242 -           | 2007 LU10                | 9 GIUGNO 2007     | Spacewatch              |
| 281243 -           | 2007 LA22                | 12 giugno 2007    | Spacewatch              |
| 281244 -           | 2007 LU27                | 14 giugno 2007    | Spacewatch              |
| 281245 -           | 2007 MG3                 | 16 giugno 2007    | Spacewatch              |
| 281246 -           | 2007 MU3                 | 18 giugno 2007    | CSS                     |
| 281247 -           | 2007 MA4                 | 19 giugno 2007    | Sarneczky, K.           |
| 281248 -           | 2007 ML14                | 20 giu 2007       | Spacewatch              |
| 281249 -           | 2007 MO16                | 22 giugno 2007    | LONEOS                  |
| 281250 -           | 2007 MD26                | 20 giu 2007       | Siding Spring Survey    |
| 281251 -           | 2007 NT                  | 9 luglio 2007     | Hug, G.                 |
| 281252 -           | 2007 NX5                 | 10 luglio 2007    | Siding Spring Survey    |
| 281253 -           | 2007 OV6                 | 20 luglio 2007    | OAM                     |
| 281254 -           | 2007 PT                  | 4 agosto 2007     | Broughton, J.           |
| 281255 -           | 2007 PW3                 | 8 ago 2007        | Siding Spring Survey    |
| 281256 -           | 2007 PQ17                | 9 agosto 2007     | LINEAR                  |
| 281257 -           | 2007 PE20                | 9 agosto 2007     | LINEAR                  |
| 281258 -           | 2007 PL21                | 9 agosto 2007     | LINEAR                  |
| 281259 -           | 2007 PW21                | 9 agosto 2007     | LINEAR                  |
| 281260 -           | 2007 PO22                | 11 agosto 2007    | LINEAR                  |
| 281261 -           | 2007 PW22                | 11 agosto 2007    | LINEAR                  |
| 281262 -           | 2007 PP36                | 13 agosto 2007    | LINEAR                  |
| 281263 -           | 2007 PS36                | 13 agosto 2007    | LINEAR                  |
| 281264 -           | 2007 PT37                | 13 agosto 2007    | LINEAR                  |
| 281265 -           | 2007 QR1                 | 16 agosto 2007    | PMO NEO Survey Program  |
| 281266 -           | 2007 QF2                 | 20 ago 2007       | Ferrando, R.            |
| 281267 -           | 2007 QY2                 | 19 agosto 2007    | OAM                     |
| 281268 -           | 2007 QT12                | 21 agosto 2007    | Siding Spring Survey    |
| 281269 -           | 2007 QV12                | 23 agosto 2007    | Spacewatch              |
| 281270 -           | 2007 RY1                 | 2 settembre 2007  | Sarneczky, K., Kiss, L. |
| 281271 -           | 2007 RC6                 | 5 settembre 2007  | Chante-Perdrix          |
| 281272 Arnaudleroy | 2007 RC12                | 10 settembre 2007 | Pic du Midi             |
| 281273 -           | 2007 RK13                | 4 settembre 2007  | Mount Lemmon Survey     |
| 281274 -           | 2007 RC26                | 4 settembre 2007  | Mount Lemmon Survey     |
| 281275 -           | 2007 RC31                | 5 settembre 2007  | CSS                     |
| 281276 -           | 2007 RV35                | 8 settembre 2007  | LONEOS                  |
| 281277 -           | 2007 RN42                | 9 settembre 2007  | Spacewatch              |
| 281278 -           | 2007 RX46                | 9 settembre 2007  | Spacewatch              |
| 281279 -           | 2007 RU78                | 10 settembre 2007 | Mount Lemmon Survey     |
| 281280 -           | 2007 RL81                | 10 settembre 2007 | Mount Lemmon Survey     |
| 281281 -           | 2007 RR91                | 10 settembre 2007 | Mount Lemmon Survey     |
| 281282 -           | 2007 RA96                | 10 settembre 2007 | Spacewatch              |
| 281283 -           | 2007 RZ103               | 11 settembre 2007 | CSS                     |
| 281284 -           | 2007 RC117               | 11 settembre 2007 | Spacewatch              |
| 281285 -           | 2007 RV118               | 11 settembre 2007 | Mount Lemmon Survey     |
| 281286 -           | 2007 RP128               | 12 settembre 2007 | Mount Lemmon Survey     |
| 281287 -           | 2007 RD133               | 15 Set 2007       | Ory, M.                 |
| 281288 -           | 2007 RF136               | 14 settembre 2007 | Mount Lemmon Survey     |
| 281289 -           | 2007 RV142               | 9 marzo 2005      | Spacewatch              |
| 281290 -           | 2007 RM144               | 14 settembre 2007 | LINEAR                  |
| 281291 -           | 2007 RQ149               | 12 settembre 2007 | CSS                     |
| 281292 -           | 2007 RQ158               | 12 settembre 2007 | CSS                     |
| 281293 -           | 2007 RW167               | 10 settembre 2007 | Spacewatch              |
| 281294 -           | 2007 RE173               | 10 settembre 2007 | Spacewatch              |
| 281295 -           | 2007 RT202               | 13 set 2007       | Spacewatch              |
| 281296 -           | 2007 RH216               | 13 set 2007       | LONEOS                  |
| 281297 -           | 2007 RK239               | 14 settembre 2007 | CSS                     |
| 281298 -           | 2007 RM239               | 14 settembre 2007 | CSS                     |
| 281299 -           | 2007 RS258               | 14 settembre 2007 | Mount Lemmon Survey     |
| 281300 -           | 2007 RS284               | 12 settembre 2007 | CSS                     |

## 281301-281400
| Nome     | Designazione provvisoria | Data di scoperta  | Scopritore                        |
| -------- | ------------------------ | ----------------- | --------------------------------- |
| 281301 - | 2007 RX291               | 12 settembre 2007 | Mount Lemmon Survey               |
| 281302 - | 2007 RA299               | 12 settembre 2007 | CSS                               |
| 281303 - | 2007 RQ310               | 11 SETTEMBRE 2007 | LUSS                              |
| 281304 - | 2007 RU313               | 12 settembre 2007 | CSS                               |
| 281305 - | 2007 RV322               | 13 set 2007       | Mount Lemmon Survey               |
| 281306 - | 2007 SS5                 | 19 set 2007       | LINEAR                            |
| 281307 - | 2007 SO9                 | 18 settembre 2007 | Spacewatch                        |
| 281308 - | 2007 SE15                | 23 settembre 2007 | Astronomical Research Observatory |
| 281309 - | 2007 TC3                 | 5 ottobre 2007    | Mahony, J.                        |
| 281310 - | 2007 TV13                | 7 OTTOBRE 2007    | LINEAR                            |
| 281311 - | 2007 TZ33                | 6 OTTOBRE 2007    | Spacewatch                        |
| 281312 - | 2007 TE37                | 4 ottobre 2007    | Spacewatch                        |
| 281313 - | 2007 TV38                | 6 OTTOBRE 2007    | Spacewatch                        |
| 281314 - | 2007 TB43                | 7 OTTOBRE 2007    | Mount Lemmon Survey               |
| 281315 - | 2007 TV76                | 5 ottobre 2007    | Spacewatch                        |
| 281316 - | 2007 TH92                | 5 ottobre 2007    | Spacewatch                        |
| 281317 - | 2007 TO103               | 8 OTTOBRE 2007    | Mount Lemmon Survey               |
| 281318 - | 2007 TQ103               | 8 OTTOBRE 2007    | Mount Lemmon Survey               |
| 281319 - | 2007 TW145               | 6 OTTOBRE 2007    | LINEAR                            |
| 281320 - | 2007 TB146               | 6 OTTOBRE 2007    | LINEAR                            |
| 281321 - | 2007 TH182               | 8 OTTOBRE 2007    | LONEOS                            |
| 281322 - | 2007 TU183               | 9 OTTOBRE 2007    | PMO NEO Survey Program            |
| 281323 - | 2007 TX183               | 9 OTTOBRE 2007    | PMO NEO Survey Program            |
| 281324 - | 2007 TG184               | 10 ott 2007       | Mount Lemmon Survey               |
| 281325 - | 2007 TZ186               | 13 ottobre 2007   | LINEAR                            |
| 281326 - | 2007 TR191               | 4 ottobre 2007    | CSS                               |
| 281327 - | 2007 TL198               | 8 OTTOBRE 2007    | Spacewatch                        |
| 281328 - | 2007 TO214               | 7 OTTOBRE 2007    | CSS                               |
| 281329 - | 2007 TV242               | 8 OTTOBRE 2007    | CSS                               |
| 281330 - | 2007 TO244               | 8 OTTOBRE 2007    | CSS                               |
| 281331 - | 2007 TR246               | 9 OTTOBRE 2007    | Mount Lemmon Survey               |
| 281332 - | 2007 TZ311               | 11 ottobre 2007   | Mount Lemmon Survey               |
| 281333 - | 2007 TT329               | 11 ottobre 2007   | Spacewatch                        |
| 281334 - | 2007 TD336               | 12 ottobre 2007   | Spacewatch                        |
| 281335 - | 2007 TF340               | 9 ottobre 2007    | Mount Lemmon Survey               |
| 281336 - | 2007 TM350               | 14 ottobre 2007   | Mount Lemmon Survey               |
| 281337 - | 2007 TN391               | 15 ottobre 2007   | CSS                               |
| 281338 - | 2007 TJ431               | 12 ottobre 2007   | Spacewatch                        |
| 281339 - | 2007 TX433               | 14 ottobre 2007   | CSS                               |
| 281340 - | 2007 TP441               | 4 ottobre 2007    | CSS                               |
| 281341 - | 2007 TY441               | 9 ottobre 2007    | LONEOS                            |
| 281342 - | 2007 UP2                 | 18 ottobre 2007   | Yeung, W. K. Y.                   |
| 281343 - | 2007 UK21                | 16 ottobre 2007   | Spacewatch                        |
| 281344 - | 2007 UW31                | 19 ottobre 2007   | Mount Lemmon Survey               |
| 281345 - | 2007 UH33                | 16 ottobre 2007   | CSS                               |
| 281346 - | 2007 UT44                | 18 ottobre 2007   | Mount Lemmon Survey               |
| 281347 - | 2007 UP113               | 31 ottobre 2007   | Spacewatch                        |
| 281348 - | 2007 UY135               | 20 ottobre 2007   | Sarneczky, K., Kiss, L.           |
| 281349 - | 2007 UT136               | 20 ottobre 2007   | CSS                               |
| 281350 - | 2007 UJ140               | 16 ottobre 2007   | Mount Lemmon Survey               |
| 281351 - | 2007 VT10                | 5 novembre 2007   | OAM                               |
| 281352 - | 2007 VP30                | 2 novembre 2007   | Spacewatch                        |
| 281353 - | 2007 VO36                | 2 novembre 2007   | Mount Lemmon Survey               |
| 281354 - | 2007 VO62                | 1 novembre 2007   | Spacewatch                        |
| 281355 - | 2007 VB147               | 4 novembre 2007   | Spacewatch                        |
| 281356 - | 2007 VH167               | 5 novembre 2007   | Mount Lemmon Survey               |
| 281357 - | 2007 VF176               | 4 novembre 2007   | Mount Lemmon Survey               |
| 281358 - | 2007 VJ287               | 15 novembre 2007  | CSS                               |
| 281359 - | 2007 VN301               | 15 novembre 2007  | CSS                               |
| 281360 - | 2007 VE322               | 12 novembre 2007  | CSS                               |
| 281361 - | 2007 WQ17                | 18 novembre 2007  | Mount Lemmon Survey               |
| 281362 - | 2007 YE34                | 28 dicembre 2007  | Spacewatch                        |
| 281363 - | 2008 CV5                 | 6 febbraio 2008   | LINEAR                            |
| 281364 - | 2008 CH9                 | 2 febbraio 2008   | Mount Lemmon Survey               |
| 281365 - | 2008 CM116               | 10 febbraio 2008  | Mount Lemmon Survey               |
| 281366 - | 2008 CV185               | 1 FEBBRAIO 2008   | CSS                               |
| 281367 - | 2008 CF210               | 1 FEBBRAIO 2008   | Mount Lemmon Survey               |
| 281368 - | 2008 EA                  | 2 marzo 2008      | CSS                               |
| 281369 - | 2008 EQ25                | 3 marzo 2008      | PMO NEO Survey Program            |
| 281370 - | 2008 FD58                | 28 marzo 2008     | Mount Lemmon Survey               |
| 281371 - | 2008 FC76                | 31 marzo 2008     | Mount Lemmon Survey               |
| 281372 - | 2008 GB1                 | 4 aprile 2008     | CSS                               |
| 281373 - | 2008 GK57                | 5 aprile 2008     | Mount Lemmon Survey               |
| 281374 - | 2008 JU3                 | 1 maggio 2008     | Spacewatch                        |
| 281375 - | 2008 JV19                | 8 maggio 2008     | CSS                               |
| 281376 - | 2008 JJ39                | 15 maggio 2008    | Mount Lemmon Survey               |
| 281377 - | 2008 OR3                 | 25 luglio 2008    | Siding Spring Survey              |
| 281378 - | 2008 OE8                 | 29 luglio 2008    | OAM                               |
| 281379 - | 2008 OW8                 | 30 luglio 2008    | Kugel, F.                         |
| 281380 - | 2008 OB10                | 28 luglio 2008    | Kugel, F.                         |
| 281381 - | 2008 OL10                | 31 lug 2008       | Kugel, F.                         |
| 281382 - | 2008 OZ10                | 29 luglio 2008    | LINEAR                            |
| 281383 - | 2008 OJ19                | 25 luglio 2008    | Siding Spring Survey              |
| 281384 - | 2008 PE6                 | 4 agosto 2008     | OAM                               |
| 281385 - | 2008 PF8                 | 6 agosto 2008     | OAM                               |
| 281386 - | 2008 PT9                 | 7 agosto, 2008    | Hoenig, S. F., Teamo, N.          |
| 281387 - | 2008 PR20                | 5 agosto 2008     | Siding Spring Survey              |
| 281388 - | 2008 QZ1                 | 24 agosto 2008    | OAM                               |
| 281389 - | 2008 QA6                 | 25 ago 2008       | Broughton, J.                     |
| 281390 - | 2008 QE9                 | 25 ago 2008       | OAM                               |
| 281391 - | 2008 QW17                | 4 ottobre 1996    | Spacewatch                        |
| 281392 - | 2008 QG27                | 30 Ago 2008       | OAM                               |
| 281393 - | 2008 QK31                | 30 Ago 2008       | LINEAR                            |
| 281394 - | 2008 QA36                | 21 agosto 2008    | Spacewatch                        |
| 281395 - | 2008 QD46                | 30 Ago 2008       | LINEAR                            |
| 281396 - | 2008 QN48                | 25 ago 2008       | LINEAR                            |
| 281397 - | 2008 RJ22                | 3 SETTEMBRE 2008  | OAM                               |
| 281398 - | 2008 RM25                | 5 settembre 2008  | Healy, D.                         |
| 281399 - | 2008 RU29                | 2 settembre 2008  | Spacewatch                        |
| 281400 - | 2008 RV31                | 2 settembre 2008  | Spacewatch                        |

## 281401-281500
| Nome             | Designazione provvisoria | Data di scoperta  | Scopritore          |
| ---------------- | ------------------------ | ----------------- | ------------------- |
| 281401 -         | 2008 RJ35                | 2 settembre 2008  | Spacewatch          |
| 281402 -         | 2008 RE44                | 2 settembre 2008  | Spacewatch          |
| 281403 -         | 2008 RW45                | 2 settembre 2008  | Spacewatch          |
| 281404 -         | 2008 RB46                | 2 settembre 2008  | Spacewatch          |
| 281405 -         | 2008 RG56                | 3 settembre 2008  | Spacewatch          |
| 281406 -         | 2008 RP57                | 3 settembre 2008  | Spacewatch          |
| 281407 -         | 2008 RQ66                | 4 settembre 2008  | Spacewatch          |
| 281408 -         | 2008 RN68                | 4 settembre 2008  | Spacewatch          |
| 281409 -         | 2008 RF71                | 6 settembre 2008  | CSS                 |
| 281410 -         | 2008 RB103               | 5 settembre 2008  | Spacewatch          |
| 281411 -         | 2008 RS105               | 6 settembre 2008  | CSS                 |
| 281412 -         | 2008 RZ106               | 7 settembre 2008  | Mount Lemmon Survey |
| 281413 -         | 2008 RX108               | 2 settembre 2008  | Spacewatch          |
| 281414 -         | 2008 RE109               | 2 settembre 2008  | Spacewatch          |
| 281415 -         | 2008 RA111               | 3 settembre 2008  | Spacewatch          |
| 281416 -         | 2008 RB116               | 7 settembre 2008  | Mount Lemmon Survey |
| 281417 -         | 2008 RZ116               | 7 settembre 2008  | Mount Lemmon Survey |
| 281418 -         | 2008 RO119               | 7 settembre 2008  | CSS                 |
| 281419 -         | 2008 RF129               | 9 settembre 2008  | Spacewatch          |
| 281420 -         | 2008 RH129               | 7 settembre 2008  | Mount Lemmon Survey |
| 281421 -         | 2008 RR130               | 7 settembre 2008  | Mount Lemmon Survey |
| 281422 -         | 2008 RG132               | 9 settembre 2008  | CSS                 |
| 281423 -         | 2008 RZ138               | 6 settembre 2008  | CSS                 |
| 281424 -         | 2008 RG139               | 7 settembre 2008  | LINEAR              |
| 281425 -         | 2008 RQ142               | 7 settembre 2008  | LINEAR              |
| 281426 -         | 2008 SX2                 | 23 settembre 2008 | Teamo, N.           |
| 281427 -         | 2008 SY3                 | 22 settembre 2008 | LINEAR              |
| 281428 -         | 2008 SF5                 | 22 settembre 2008 | LINEAR              |
| 281429 -         | 2008 SJ5                 | 22 settembre 2008 | LINEAR              |
| 281430 -         | 2008 SO8                 | 22 settembre 2008 | LINEAR              |
| 281431 -         | 2008 SG9                 | 22 settembre 2008 | LINEAR              |
| 281432 -         | 2008 SK9                 | 22 settembre 2008 | LINEAR              |
| 281433 -         | 2008 SB10                | 22 settembre 2008 | LINEAR              |
| 281434 -         | 2008 SZ40                | 20 settembre 2008 | CSS                 |
| 281435 -         | 2008 ST42                | 20 settembre 2008 | Spacewatch          |
| 281436 -         | 2008 SN60                | 20 settembre 2008 | CSS                 |
| 281437 -         | 2008 SR60                | 20 settembre 2008 | CSS                 |
| 281438 -         | 2008 SE65                | 21 settembre 2008 | Spacewatch          |
| 281439 -         | 2008 ST70                | 22 settembre 2008 | Mount Lemmon Survey |
| 281440 -         | 2008 SV71                | 22 settembre 2008 | Tucker, R. A.       |
| 281441 -         | 2008 SW72                | 22 settembre 2008 | Mount Lemmon Survey |
| 281442 -         | 2008 SX77                | 23 settembre 2008 | Mount Lemmon Survey |
| 281443 -         | 2008 SO81                | 23 settembre 2008 | CSS                 |
| 281444 -         | 2008 SR83                | 27 settembre 2008 | Ries, W.            |
| 281445 Scotthowe | 2008 SS84                | 28 settembre 2008 | Young, J. W.        |
| 281446 -         | 2008 SL93                | 21 settembre 2008 | Spacewatch          |
| 281447 -         | 2008 SJ97                | 21 settembre 2008 | Spacewatch          |
| 281448 -         | 2008 SQ99                | 21 settembre 2008 | Spacewatch          |
| 281449 -         | 2008 SR100               | 21 settembre 2008 | Spacewatch          |
| 281450 -         | 2008 SS105               | 21 settembre 2008 | Spacewatch          |
| 281451 -         | 2008 SF106               | 21 settembre 2008 | Spacewatch          |
| 281452 -         | 2008 SS106               | 21 settembre 2008 | CSS                 |
| 281453 -         | 2008 SC110               | 22 settembre 2008 | Spacewatch          |
| 281454 -         | 2008 SV120               | 22 settembre 2008 | Mount Lemmon Survey |
| 281455 -         | 2008 SO124               | 22 settembre 2008 | Mount Lemmon Survey |
| 281456 -         | 2008 SZ126               | 22 settembre 2008 | Spacewatch          |
| 281457 -         | 2008 SS131               | 22 settembre 2008 | Spacewatch          |
| 281458 -         | 2008 SU131               | 22 settembre 2008 | Spacewatch          |
| 281459 Kyrylenko | 2008 SU148               | 27 settembre 2008 | Andrushivka         |
| 281460 -         | 2008 SH155               | 23 settembre 2008 | LINEAR              |
| 281461 -         | 2008 SJ164               | 28 settembre 2008 | LINEAR              |
| 281462 -         | 2008 SQ166               | 28 settembre 2008 | LINEAR              |
| 281463 -         | 2008 SR166               | 28 settembre 2008 | LINEAR              |
| 281464 -         | 2008 ST167               | 28 settembre 2008 | LINEAR              |
| 281465 -         | 2008 SF177               | 23 settembre 2008 | Mount Lemmon Survey |
| 281466 -         | 2008 SR182               | 24 settembre 2008 | Mount Lemmon Survey |
| 281467 -         | 2008 SL184               | 24 settembre 2008 | Mount Lemmon Survey |
| 281468 -         | 2008 SE187               | 25 set 2008       | Spacewatch          |
| 281469 -         | 2008 SZ190               | 25 set 2008       | Mount Lemmon Survey |
| 281470 -         | 2008 SO191               | 25 set 2008       | Mount Lemmon Survey |
| 281471 -         | 2008 SM197               | 25 set 2008       | Spacewatch          |
| 281472 -         | 2008 SO201               | 26 Set 2008       | Spacewatch          |
| 281473 -         | 2008 SF202               | 26 Set 2008       | Spacewatch          |
| 281474 -         | 2008 SD203               | 26 Set 2008       | Spacewatch          |
| 281475 -         | 2008 SY203               | 26 Set 2008       | Spacewatch          |
| 281476 -         | 2008 SZ219               | 30 settembre 2008 | OAM                 |
| 281477 -         | 2008 SX223               | 25 set 2008       | Spacewatch          |
| 281478 -         | 2008 SM226               | 27 settembre 2008 | Mount Lemmon Survey |
| 281479 -         | 2008 SS232               | 4 set 2008        | Spacewatch          |
| 281480 -         | 2008 SS236               | 29 settembre 2008 | CSS                 |
| 281481 -         | 2008 SS239               | 29 settembre 2008 | Spacewatch          |
| 281482 -         | 2008 SS240               | 29 settembre 2008 | Spacewatch          |
| 281483 -         | 2008 SG241               | 29 settembre 2008 | CSS                 |
| 281484 -         | 2008 SD251               | 24 settembre 2008 | Spacewatch          |
| 281485 -         | 2008 SS263               | 24 settembre 2008 | CSS                 |
| 281486 -         | 2008 SW263               | 24 settembre 2008 | Spacewatch          |
| 281487 -         | 2008 SD267               | 22 settembre 2008 | Mount Lemmon Survey |
| 281488 -         | 2008 SW267               | 23 settembre 2008 | Spacewatch          |
| 281489 -         | 2008 SZ267               | 23 settembre 2008 | Mount Lemmon Survey |
| 281490 -         | 2008 SR268               | 29 settembre 2008 | CSS                 |
| 281491 -         | 2008 ST274               | 21 settembre 2008 | Spacewatch          |
| 281492 -         | 2008 SO275               | 23 settembre 2008 | Spacewatch          |
| 281493 -         | 2008 ST277               | 25 set 2008       | Spacewatch          |
| 281494 -         | 2008 SF281               | 29 settembre 2008 | Mount Lemmon Survey |
| 281495 -         | 2008 SD282               | 27 settembre 2008 | Mount Lemmon Survey |
| 281496 -         | 2008 ST285               | 21 settembre 2008 | Spacewatch          |
| 281497 -         | 2008 SM287               | 23 settembre 2008 | Mount Lemmon Survey |
| 281498 -         | 2008 SO287               | 23 settembre 2008 | Spacewatch          |
| 281499 -         | 2008 SH290               | 29 settembre 2008 | Spacewatch          |
| 281500 -         | 2008 SF291               | 20 settembre 2008 | CSS                 |

## 281501-281600
| Nome              | Designazione provvisoria | Data di scoperta  | Scopritore              |
| ----------------- | ------------------------ | ----------------- | ----------------------- |
| 281501 -          | 2008 SV298               | 22 settembre 2008 | Spacewatch              |
| 281502 -          | 2008 SB299               | 22 settembre 2008 | LINEAR                  |
| 281503 -          | 2008 SV301               | 23 settembre 2008 | Spacewatch              |
| 281504 -          | 2008 SZ302               | 24 settembre 2008 | CSS                     |
| 281505 -          | 2008 SZ306               | 29 settembre 2008 | LINEAR                  |
| 281506 -          | 2008 SZ307               | 29 settembre 2008 | Spacewatch              |
| 281507 Johnellen  | 2008 TM9                 | 7 ottobre 2008    | McDonald, D.            |
| 281508 -          | 2008 TA10                | 7 ottobre 2008    | Teamo, N.               |
| 281509 -          | 2008 TB19                | 1 ottobre 2008    | Mount Lemmon Survey     |
| 281510 -          | 2008 TT22                | 1 ottobre 2008    | Spacewatch              |
| 281511 -          | 2008 TX36                | 1 ottobre 2008    | CSS                     |
| 281512 -          | 2008 TZ36                | 1 ottobre 2008    | CSS                     |
| 281513 -          | 2008 TD38                | 1 ottobre 2008    | Mount Lemmon Survey     |
| 281514 -          | 2008 TS38                | 1 ottobre 2008    | Spacewatch              |
| 281515 -          | 2008 TB39                | 1 ottobre 2008    | Spacewatch              |
| 281516 -          | 2008 TE48                | 1 ottobre 2008    | Spacewatch              |
| 281517 -          | 2008 TN54                | 2 ottobre 2008    | Spacewatch              |
| 281518 -          | 2008 TS55                | 2 ottobre 2008    | Spacewatch              |
| 281519 -          | 2008 TY65                | 2 ottobre 2008    | CSS                     |
| 281520 -          | 2008 TG66                | 2 ottobre 2008    | Spacewatch              |
| 281521 -          | 2008 TP69                | 2 ottobre 2008    | Spacewatch              |
| 281522 -          | 2008 TJ75                | 2 ottobre 2008    | Spacewatch              |
| 281523 -          | 2008 TQ82                | 3 ottobre 2008    | OAM                     |
| 281524 -          | 2008 TW98                | 6 ottobre 2008    | Spacewatch              |
| 281525 -          | 2008 TR102               | 6 ottobre 2008    | Spacewatch              |
| 281526 -          | 2008 TY104               | 6 ottobre 2008    | Spacewatch              |
| 281527 -          | 2008 TM106               | 6 ottobre 2008    | Spacewatch              |
| 281528 -          | 2008 TR111               | 6 ottobre 2008    | CSS                     |
| 281529 -          | 2008 TM113               | 6 ottobre 2008    | Spacewatch              |
| 281530 -          | 2008 TX122               | 7 ottobre 2008    | Spacewatch              |
| 281531 -          | 2008 TF138               | 8 ottobre 2008    | Mount Lemmon Survey     |
| 281532 -          | 2008 TL146               | 9 ottobre 2008    | Mount Lemmon Survey     |
| 281533 -          | 2008 TD160               | 1 ottobre 2008    | Spacewatch              |
| 281534 -          | 2008 TO160               | 1 ottobre 2008    | Spacewatch              |
| 281535 -          | 2008 TD171               | 10 ottobre 2008   | Spacewatch              |
| 281536 -          | 2008 TY174               | 8 ottobre 2008    | Spacewatch              |
| 281537 -          | 2008 TS177               | 4 ottobre 2008    | OAM                     |
| 281538 -          | 2008 TN182               | 1 ottobre 2008    | Spacewatch              |
| 281539 -          | 2008 TY182               | 2 ottobre 2008    | Spacewatch              |
| 281540 -          | 2008 TS188               | 10 ottobre 2008   | Spacewatch              |
| 281541 -          | 2008 UC6                 | 20 ottobre 2008   | Spacewatch              |
| 281542 -          | 2008 UL19                | 19 ottobre 2008   | Spacewatch              |
| 281543 -          | 2008 UE27                | 20 ottobre 2008   | Spacewatch              |
| 281544 -          | 2008 UX27                | 20 ottobre 2008   | Spacewatch              |
| 281545 -          | 2008 UZ30                | 20 ottobre 2008   | Spacewatch              |
| 281546 -          | 2008 UD31                | 20 ottobre 2008   | Spacewatch              |
| 281547 -          | 2008 UK31                | 20 ottobre 2008   | Spacewatch              |
| 281548 -          | 2008 UX32                | 20 ottobre 2008   | Spacewatch              |
| 281549 -          | 2008 UD38                | 20 ottobre 2008   | Spacewatch              |
| 281550 -          | 2008 UX39                | 20 ottobre 2008   | Spacewatch              |
| 281551 -          | 2008 UQ48                | 20 ottobre 2008   | Spacewatch              |
| 281552 -          | 2008 UF49                | 20 ottobre 2008   | Spacewatch              |
| 281553 -          | 2008 UG52                | 20 ottobre 2008   | Mount Lemmon Survey     |
| 281554 -          | 2008 UT54                | 20 ottobre 2008   | Mount Lemmon Survey     |
| 281555 -          | 2008 UU59                | 21 ottobre 2008   | Spacewatch              |
| 281556 -          | 2008 UL71                | 21 ottobre 2008   | Mount Lemmon Survey     |
| 281557 -          | 2008 UV73                | 21 ottobre 2008   | Spacewatch              |
| 281558 -          | 2008 UC74                | 21 ottobre 2008   | Spacewatch              |
| 281559 -          | 2008 UF75                | 21 ottobre 2008   | Spacewatch              |
| 281560 -          | 2008 UU75                | 21 ottobre 2008   | Spacewatch              |
| 281561 Taitung    | 2008 UL78                | 21 ottobre 2008   | Hsiao, X. Y., Ye, Q.-z. |
| 281562 -          | 2008 UT85                | 23 ottobre 2008   | Mount Lemmon Survey     |
| 281563 -          | 2008 UC87                | 23 ottobre 2008   | Mount Lemmon Survey     |
| 281564 Fuhsiehhai | 2008 UQ87                | 23 ottobre 2008   | LUSS                    |
| 281565 -          | 2008 UA89                | 24 ottobre 2008   | Mount Lemmon Survey     |
| 281566 -          | 2008 UQ92                | 24 ottobre 2008   | LINEAR                  |
| 281567 -          | 2008 UR92                | 24 ottobre 2008   | LINEAR                  |
| 281568 -          | 2008 UF93                | 24 ottobre 2008   | LINEAR                  |
| 281569 Taea       | 2008 UV94                | 23 ottobre 2008   | LUSS                    |
| 281570 -          | 2008 UH97                | 25 ottobre 2008   | LINEAR                  |
| 281571 -          | 2008 UM98                | 26 ottobre 2008   | LINEAR                  |
| 281572 -          | 2008 UJ100               | 27 ottobre 2008   | BATTeRS                 |
| 281573 -          | 2008 UQ101               | 20 Ott 2008       | Spacewatch              |
| 281574 -          | 2008 UJ108               | 21 ottobre 2008   | Spacewatch              |
| 281575 -          | 2008 UV110               | 22 ottobre 2008   | Spacewatch              |
| 281576 -          | 2008 UZ116               | 22 ottobre 2008   | Spacewatch              |
| 281577 -          | 2008 UL117               | 22 ottobre 2008   | Spacewatch              |
| 281578 -          | 2008 UM127               | 22 ottobre 2008   | Spacewatch              |
| 281579 -          | 2008 UN130               | 23 ottobre 2008   | Spacewatch              |
| 281580 -          | 2008 UO132               | 23 ottobre 2008   | Spacewatch              |
| 281581 -          | 2008 UT132               | 23 ottobre 2008   | Spacewatch              |
| 281582 -          | 2008 UY136               | 23 ottobre 2008   | Spacewatch              |
| 281583 -          | 2008 UL139               | 23 ottobre 2008   | Spacewatch              |
| 281584 -          | 2008 UD141               | 23 ottobre 2008   | Spacewatch              |
| 281585 -          | 2008 UU141               | 23 ottobre 2008   | Spacewatch              |
| 281586 -          | 2008 UK143               | 23 ottobre 2008   | Spacewatch              |
| 281587 -          | 2008 UM143               | 23 ottobre 2008   | Spacewatch              |
| 281588 -          | 2008 UB145               | 23 ottobre 2008   | Spacewatch              |
| 281589 -          | 2008 UH145               | 23 ottobre 2008   | Spacewatch              |
| 281590 -          | 2008 UN148               | 23 ottobre 2008   | Spacewatch              |
| 281591 -          | 2008 UE149               | 23 ottobre 2008   | Spacewatch              |
| 281592 -          | 2008 UL151               | 23 ottobre 2008   | Spacewatch              |
| 281593 -          | 2008 UJ156               | 23 ottobre 2008   | Spacewatch              |
| 281594 -          | 2008 UG157               | 23 ottobre 2008   | Mount Lemmon Survey     |
| 281595 -          | 2008 UV157               | 23 ottobre 2008   | Mount Lemmon Survey     |
| 281596 -          | 2008 UP161               | 24 ottobre 2008   | Spacewatch              |
| 281597 -          | 2008 UF167               | 24 ottobre 2008   | Spacewatch              |
| 281598 -          | 2008 UP167               | 24 ottobre 2008   | Spacewatch              |
| 281599 -          | 2008 UH175               | 24 ottobre 2008   | Mount Lemmon Survey     |
| 281600 -          | 2008 UO180               | 24 ottobre 2008   | Spacewatch              |

## 281601-281700
| Nome                | Designazione provvisoria | Data di scoperta | Scopritore          |
| ------------------- | ------------------------ | ---------------- | ------------------- |
| 281601 -            | 2008 UK181               | 24 ottobre 2008  | Mount Lemmon Survey |
| 281602 -            | 2008 US184               | 24 ottobre 2008  | Spacewatch          |
| 281603 -            | 2008 UP187               | 24 ottobre 2008  | Spacewatch          |
| 281604 -            | 2008 UE188               | 24 ottobre 2008  | Spacewatch          |
| 281605 -            | 2008 UK198               | 26 ottobre 2008  | LINEAR              |
| 281606 -            | 2008 UQ200               | 27 ottobre 2008  | LINEAR              |
| 281607 -            | 2008 UU201               | 28 ottobre 2008  | LINEAR              |
| 281608 -            | 2008 UJ203               | 28 ottobre 2008  | LINEAR              |
| 281609 -            | 2008 UK203               | 28 ottobre 2008  | LINEAR              |
| 281610 -            | 2008 UV208               | 23 ottobre 2008  | Spacewatch          |
| 281611 -            | 2008 UQ210               | 23 ottobre 2008  | Spacewatch          |
| 281612 -            | 2008 UQ211               | 23 ottobre 2008  | Mount Lemmon Survey |
| 281613 -            | 2008 UV214               | 24 ottobre 2008  | CSS                 |
| 281614 -            | 2008 UE215               | 24 ottobre 2008  | CSS                 |
| 281615 -            | 2008 UC221               | 25 ottobre 2008  | Spacewatch          |
| 281616 -            | 2008 UW223               | 25 ottobre 2008  | CSS                 |
| 281617 -            | 2008 UY237               | 26 ottobre 2008  | Spacewatch          |
| 281618 -            | 2008 UJ239               | 26 ottobre 2008  | Spacewatch          |
| 281619 -            | 2008 UN250               | 27 ottobre 2008  | Spacewatch          |
| 281620 -            | 2008 UY256               | 27 ottobre 2008  | Spacewatch          |
| 281621 -            | 2008 UB263               | 27 ottobre 2008  | Spacewatch          |
| 281622 -            | 2008 UQ266               | 28 ottobre 2008  | Spacewatch          |
| 281623 -            | 2008 UF269               | 28 ottobre 2008  | Spacewatch          |
| 281624 -            | 2008 UG274               | 28 ottobre 2008  | Spacewatch          |
| 281625 -            | 2008 UE282               | 28 ottobre 2008  | Spacewatch          |
| 281626 -            | 2008 UT283               | 28 ottobre 2008  | Mount Lemmon Survey |
| 281627 -            | 2008 UY284               | 28 ottobre 2008  | Mount Lemmon Survey |
| 281628 -            | 2008 UE286               | 28 ottobre 2008  | Mount Lemmon Survey |
| 281629 -            | 2008 UG291               | 29 ottobre, 2008 | Spacewatch          |
| 281630 -            | 2008 UM297               | 29 ottobre, 2008 | Spacewatch          |
| 281631 -            | 2008 UL303               | 29 ottobre, 2008 | Spacewatch          |
| 281632 -            | 2008 UL304               | 29 ottobre, 2008 | Mount Lemmon Survey |
| 281633 -            | 2008 UO307               | 30 ottobre 2008  | CSS                 |
| 281634 -            | 2008 UU310               | 30 ottobre 2008  | Spacewatch          |
| 281635 -            | 2008 UT312               | 30 ottobre 2008  | Spacewatch          |
| 281636 -            | 2008 UR315               | 30 ottobre 2008  | Spacewatch          |
| 281637 -            | 2008 UN316               | 30 ottobre 2008  | Spacewatch          |
| 281638 -            | 2008 UR316               | 30 ottobre 2008  | Spacewatch          |
| 281639 -            | 2008 UT330               | 31 ottobre 2008  | Hobart, J.          |
| 281640 -            | 2008 UV334               | 20 ottobre 2008  | Spacewatch          |
| 281641 -            | 2008 UD335               | 21 ottobre 2008  | Spacewatch          |
| 281642 -            | 2008 UT335               | 20 ottobre 2008  | Spacewatch          |
| 281643 -            | 2008 UX336               | 20 ottobre 2008  | Spacewatch          |
| 281644 -            | 2008 UV337               | 20 ottobre 2008  | Spacewatch          |
| 281645 -            | 2008 UY337               | 20 ottobre 2008  | Spacewatch          |
| 281646 -            | 2008 UA338               | 20 ottobre 2008  | Spacewatch          |
| 281647 -            | 2008 UB339               | 22 ottobre 2008  | Mount Lemmon Survey |
| 281648 -            | 2008 UK340               | 23 ottobre 2008  | Spacewatch          |
| 281649 -            | 2008 UF342               | 28 ottobre 2008  | Mount Lemmon Survey |
| 281650 -            | 2008 UP343               | 20 ottobre 2008  | Mount Lemmon Survey |
| 281651 -            | 2008 UO344               | 30 ottobre 2008  | Spacewatch          |
| 281652 -            | 2008 UX347               | 23 ottobre 2008  | Spacewatch          |
| 281653 -            | 2008 US350               | 27 ottobre 2008  | Spacewatch          |
| 281654 -            | 2008 UJ353               | 23 ottobre 2008  | Spacewatch          |
| 281655 -            | 2008 UM353               | 28 ottobre 2008  | Spacewatch          |
| 281656 -            | 2008 UG354               | 23 ottobre 2008  | Mount Lemmon Survey |
| 281657 -            | 2008 UG359               | 27 ottobre 2008  | Mount Lemmon Survey |
| 281658 -            | 2008 UZ361               | 24 ottobre 2008  | CSS                 |
| 281659 -            | 2008 VZ10                | 2 novembre 2008  | Mount Lemmon Survey |
| 281660 -            | 2008 VQ13                | 5 novembre 2008  | Ondrejov            |
| 281661 Michaelsiems | 2008 VW13                | 8 novembre 2008  | Schwab, E.          |
| 281662 -            | 2008 VX15                | 1 novembre 2008  | Spacewatch          |
| 281663 -            | 2008 VY17                | 1 novembre 2008  | Spacewatch          |
| 281664 -            | 2008 VR22                | 1 novembre 2008  | Mount Lemmon Survey |
| 281665 -            | 2008 VG23                | 1 novembre 2008  | Spacewatch          |
| 281666 -            | 2008 VH27                | 2 novembre 2008  | Spacewatch          |
| 281667 -            | 2008 VB31                | 2 novembre 2008  | Mount Lemmon Survey |
| 281668 -            | 2008 VW46                | 3 novembre 2008  | Spacewatch          |
| 281669 -            | 2008 VA51                | 4 novembre 2008  | Spacewatch          |
| 281670 -            | 2008 VS57                | 6 novembre 2008  | Mount Lemmon Survey |
| 281671 -            | 2008 VU57                | 6 novembre 2008  | Spacewatch          |
| 281672 -            | 2008 VD60                | 7 novembre 2008  | Mount Lemmon Survey |
| 281673 -            | 2008 VW70                | 8 novembre 2008  | Spacewatch          |
| 281674 -            | 2008 VZ72                | 1 novembre 2008  | Mount Lemmon Survey |
| 281675 -            | 2008 VA75                | 6 novembre 2008  | CSS                 |
| 281676 -            | 2008 VR76                | 1 novembre 2008  | Mount Lemmon Survey |
| 281677 -            | 2008 VS78                | 7 novembre 2008  | Mount Lemmon Survey |
| 281678 -            | 2008 VA80                | 7 novembre 2008  | Mount Lemmon Survey |
| 281679 -            | 2008 WE2                 | 18 novembre 2008 | LINEAR              |
| 281680 -            | 2008 WG5                 | 17 novembre 2008 | Spacewatch          |
| 281681 -            | 2008 WA8                 | 17 novembre 2008 | Spacewatch          |
| 281682 -            | 2008 WW8                 | 17 novembre 2008 | Spacewatch          |
| 281683 -            | 2008 WJ13                | 19 novembre 2008 | LINEAR              |
| 281684 -            | 2008 WV22                | 18 novembre 2008 | CSS                 |
| 281685 -            | 2008 WW22                | 18 novembre 2008 | CSS                 |
| 281686 -            | 2008 WG31                | 19 novembre 2008 | Mount Lemmon Survey |
| 281687 -            | 2008 WA34                | 17 novembre 2008 | Spacewatch          |
| 281688 -            | 2008 WD36                | 17 novembre 2008 | Spacewatch          |
| 281689 -            | 2008 WK36                | 17 novembre 2008 | Spacewatch          |
| 281690 -            | 2008 WY38                | 17 novembre 2008 | Spacewatch          |
| 281691 -            | 2008 WZ48                | 18 novembre 2008 | CSS                 |
| 281692 -            | 2008 WK49                | 18 novembre 2008 | CSS                 |
| 281693 -            | 2008 WC51                | 18 novembre 2008 | Spacewatch          |
| 281694 -            | 2008 WN52                | 19 novembre 2008 | Spacewatch          |
| 281695 -            | 2008 WS59                | 18 novembre 2008 | LINEAR              |
| 281696 -            | 2008 WW59                | 18 novembre 2008 | LINEAR              |
| 281697 -            | 2008 WD60                | 19 novembre 2008 | LINEAR              |
| 281698 -            | 2008 WU63                | 23 novembre 2008 | Molnar, L. A.       |
| 281699 -            | 2008 WX66                | 18 novembre 2008 | Spacewatch          |
| 281700 -            | 2008 WF73                | 19 novembre 2008 | Mount Lemmon Survey |

## 281701-281800
| Nome                | Designazione provvisoria | Data di scoperta   | Scopritore             |
| ------------------- | ------------------------ | ------------------ | ---------------------- |
| 281701 -            | 2008 WO76                | 20 novembre 2008   | Spacewatch             |
| 281702 -            | 2008 WT79                | 20 novembre 2008   | Spacewatch             |
| 281703 -            | 2008 WB91                | 23 novembre 2008   | Mount Lemmon Survey    |
| 281704 -            | 2008 WJ93                | 21 novembre 2008   | Spacewatch             |
| 281705 -            | 2008 WN95                | 23 novembre 2008   | LINEAR                 |
| 281706 -            | 2008 WO95                | 23 novembre 2008   | LINEAR                 |
| 281707 -            | 2008 WE97                | 18 novembre 2008   | CSS                    |
| 281708 -            | 2008 WU98                | 23 novembre 2008   | OAM                    |
| 281709 -            | 2008 WF103               | 27 novembre 2008   | OAM                    |
| 281710 -            | 2008 WU103               | 30 novembre 2008   | Mount Lemmon Survey    |
| 281711 -            | 2008 WQ105               | 30 novembre 2008   | Mount Lemmon Survey    |
| 281712 -            | 2008 WT106               | 30 novembre 2008   | Spacewatch             |
| 281713 -            | 2008 WV107               | 30 novembre 2008   | Mount Lemmon Survey    |
| 281714 -            | 2008 WH108               | 30 novembre 2008   | CSS                    |
| 281715 -            | 2008 WJ108               | 30 novembre 2008   | CSS                    |
| 281716 -            | 2008 WL109               | 30 novembre 2008   | Spacewatch             |
| 281717 -            | 2008 WO113               | 30 novembre 2008   | Spacewatch             |
| 281718 -            | 2008 WE114               | 30 novembre 2008   | Spacewatch             |
| 281719 -            | 2008 WK114               | 30 novembre 2008   | Mount Lemmon Survey    |
| 281720 -            | 2008 WJ117               | 30 novembre 2008   | Spacewatch             |
| 281721 -            | 2008 WC122               | 30 novembre 2008   | Mount Lemmon Survey    |
| 281722 -            | 2008 WM131               | 17 novembre 2008   | CSS                    |
| 281723 -            | 2008 WS135               | 19 novembre 2008   | Spacewatch             |
| 281724 -            | 2008 WY135               | 19 novembre 2008   | Spacewatch             |
| 281725 -            | 2008 WJ136               | 20 novembre 2008   | Spacewatch             |
| 281726 -            | 2008 WF138               | 8 settembre 2007   | LONEOS                 |
| 281727 -            | 2008 XE1                 | 2 dicembre 2008    | Lowe, A.               |
| 281728 -            | 2008 XD10                | 2 dicembre 2008    | Mount Lemmon Survey    |
| 281729 -            | 2008 XY14                | 1 dicembre 2008    | Spacewatch             |
| 281730 -            | 2008 XZ30                | 2 dicembre 2008    | Spacewatch             |
| 281731 -            | 2008 XT53                | 1 dicembre 2008    | LINEAR                 |
| 281732 -            | 2008 XB54                | 1 dicembre 2008    | LINEAR                 |
| 281733 -            | 2008 XK54                | 2 dicembre 2008    | Spacewatch             |
| 281734 -            | 2008 YG1                 | 19 dicembre 2008   | OAM                    |
| 281735 -            | 2008 YE9                 | 23 dicembre 2008   | Kugel, F.              |
| 281736 -            | 2008 YU11                | 21 dicembre 2008   | Mount Lemmon Survey    |
| 281737 -            | 2008 YB19                | 21 dicembre 2008   | Mount Lemmon Survey    |
| 281738 -            | 2008 YT19                | 21 dicembre 2008   | Mount Lemmon Survey    |
| 281739 -            | 2008 YW20                | 21 dicembre 2008   | Mount Lemmon Survey    |
| 281740 -            | 2008 YH27                | 22 dicembre 2008   | LINEAR                 |
| 281741 -            | 2008 YY80                | 30 dicembre 2008   | Spacewatch             |
| 281742 -            | 2008 YY94                | 29 dicembre 2008   | Spacewatch             |
| 281743 -            | 2008 YY98                | 29 dicembre 2008   | Spacewatch             |
| 281744 -            | 2008 YR100               | 29 dicembre 2008   | Spacewatch             |
| 281745 -            | 2008 YZ115               | 29 dicembre 2008   | Spacewatch             |
| 281746 -            | 2008 YQ124               | 30 dicembre 2008   | Spacewatch             |
| 281747 -            | 2008 YX156               | 21 dicembre 2008   | CSS                    |
| 281748 -            | 2008 YZ156               | 21 dicembre 2008   | Spacewatch             |
| 281749 -            | 2009 AY1                 | 2 gennaio 2009     | Kugel, F.              |
| 281750 -            | 2009 AQ36                | 15 gennaio 2009    | Spacewatch             |
| 281751 -            | 2009 AR47                | 8 gennaio 2009     | Spacewatch             |
| 281752 -            | 2009 BF6                 | 1 gennaio 2009     | Spacewatch             |
| 281753 -            | 2009 BD8                 | 17 gen 2009        | LINEAR                 |
| 281754 -            | 2009 BT12                | 21 gennaio 2009    | LINEAR                 |
| 281755 -            | 2009 BV49                | 16 gennaio 2009    | Mount Lemmon Survey    |
| 281756 -            | 2009 BP68                | 24 gennaio 2009    | PMO NEO Survey Program |
| 281757 -            | 2009 BK98                | 26 gennaio 2009    | Mount Lemmon Survey    |
| 281758 -            | 2009 BP120               | 31 gennaio 2009    | Spacewatch             |
| 281759 -            | 2009 BC133               | 21 settembre 2005  | Pauwels, T.            |
| 281760 -            | 2009 BP172               | 18 gennaio 2009    | Mount Lemmon Survey    |
| 281761 -            | 2009 BR184               | 18 gennaio 2009    | LINEAR                 |
| 281762 -            | 2009 DJ58                | 22 febbraio 2009   | Spacewatch             |
| 281763 -            | 2009 DO58                | 22 febbraio 2009   | Spacewatch             |
| 281764 Schwetzingen | 2009 DE67                | 24 Feb 2009        | Hormuth, F.            |
| 281765 -            | 2009 FD29                | 22 marzo 2009      | CSS                    |
| 281766 -            | 2009 FM74                | 16 mar 2009        | PMO NEO Survey Program |
| 281767 -            | 2009 FE77                | 19 marzo 2009      | Spacewatch             |
| 281768 -            | 2009 HN5                 | 17 aprile 2009     | Spacewatch             |
| 281769 -            | 2009 HD23                | 17 aprile 2009     | Spacewatch             |
| 281770 -            | 2009 HG52                | 17 aprile 2009     | CSS                    |
| 281771 -            | 2009 RR23                | 26 marzo 2003      | Spacewatch             |
| 281772 Matttaylor   | 2009 RS26                | 13 settembre 2009  | ESA OGS                |
| 281773 -            | 2009 RG74                | 15 settembre, 2009 | Spacewatch             |
| 281774 -            | 2009 RG76                | 15 settembre, 2009 | Spacewatch             |
| 281775 -            | 2009 SW43                | 16 settembre 2009  | Spacewatch             |
| 281776 -            | 2009 SK48                | 16 settembre 2009  | Spacewatch             |
| 281777 -            | 2009 ST154               | 8 febbraio 2007    | Mount Lemmon Survey    |
| 281778 -            | 2009 SB168               | 19 settembre 2009  | CSS                    |
| 281779 -            | 2009 SP183               | 21 set 2009        | Spacewatch             |
| 281780 -            | 2009 SO232               | 19 settembre 2009  | CSS                    |
| 281781 -            | 2009 SK234               | 27 set 2009        | Spacewatch             |
| 281782 -            | 2009 SM234               | 16 settembre 2009  | CSS                    |
| 281783 -            | 2009 ST337               | 28 settembre 2009  | CSS                    |
| 281784 -            | 2009 SH352               | 20 settembre 2009  | Mount Lemmon Survey    |
| 281785 -            | 2009 TO36                | 14 ottobre 2009    | OAM                    |
| 281786 -            | 2009 TY41                | 12 ottobre 2009    | Mount Lemmon Survey    |
| 281787 -            | 2009 UG35                | 21 ottobre 2009    | Mount Lemmon Survey    |
| 281788 -            | 2009 UO37                | 27 luglio 2001     | NEAT                   |
| 281789 -            | 2009 UP38                | 22 ottobre 2009    | Mount Lemmon Survey    |
| 281790 -            | 2009 UL91                | 18 ottobre 2009    | CSS                    |
| 281791 -            | 2009 UD94                | 28 ottobre 2009    | OAM                    |
| 281792 -            | 2009 UC106               | 21 ottobre 2009    | Mount Lemmon Survey    |
| 281793 -            | 2009 UX111               | 24 ottobre 2009    | Spacewatch             |
| 281794 -            | 2009 US132               | 5 gennaio 2002     | NEAT                   |
| 281795 -            | 2009 UW137               | 24 ottobre 2009    | CSS                    |
| 281796 -            | 2009 VV7                 | 8 novembre 2009    | CSS                    |
| 281797 -            | 2009 VA39                | 9 novembre 2009    | Spacewatch             |
| 281798 -            | 2009 VP39                | 10 novembre 2009   | OAM                    |
| 281799 -            | 2009 VW47                | 9 novembre 2009    | Mount Lemmon Survey    |
| 281800 -            | 2009 VW113               | 8 novembre 2009    | Spacewatch             |

## 281801-281900
| Nome            | Designazione provvisoria | Data di scoperta | Scopritore             |
| --------------- | ------------------------ | ---------------- | ---------------------- |
| 281801 -        | 2009 WS34                | 16 novembre 2009 | Spacewatch             |
| 281802 -        | 2009 WO43                | 17 novembre 2009 | Spacewatch             |
| 281803 -        | 2009 WG45                | 15 marzo 2007    | Mount Lemmon Survey    |
| 281804 -        | 2009 WD48                | 19 novembre 2009 | Spacewatch             |
| 281805 -        | 2009 WX53                | 17 novembre 2009 | LINEAR                 |
| 281806 -        | 2009 WX73                | 18 novembre 2009 | Spacewatch             |
| 281807 -        | 2009 WC76                | 18 novembre 2009 | Spacewatch             |
| 281808 -        | 2009 WH117               | 21 novembre 2003 | Buie, M. W.            |
| 281809 -        | 2009 WW119               | 20 novembre 2009 | Spacewatch             |
| 281810 -        | 2009 WG133               | 22 novembre 2009 | Spacewatch             |
| 281811 -        | 2009 WF139               | 26 novembre 2009 | Tzec Maun              |
| 281812 -        | 2009 WR164               | 21 nov 2009      | Spacewatch             |
| 281813 -        | 2009 WB195               | 24 novembre 2009 | PMO NEO Survey Program |
| 281814 -        | 2009 WM203               | 16 novembre 2009 | Spacewatch             |
| 281815 -        | 2009 WR206               | 17 novembre 2009 | Spacewatch             |
| 281816 -        | 2009 WZ214               | 21 nov 2009      | Spacewatch             |
| 281817 -        | 2009 WK215               | 26 novembre 2009 | CSS                    |
| 281818 -        | 2009 WL233               | 17 novembre 2009 | Mount Lemmon Survey    |
| 281819 -        | 2009 WS250               | 24 novembre 2009 | Spacewatch             |
| 281820 Monnaves | 2009 XW                  | 9 dicembre 2009  | Observatorio Montcabre |
| 281821 -        | 2009 XH21                | 10 Dic 2009      | Mount Lemmon Survey    |
| 281822 -        | 2009 XE24                | 11 dicembre 2009 | LINEAR                 |
| 281823 -        | 2009 XQ24                | 10 dicembre 2009 | Mount Lemmon Survey    |
| 281824 -        | 2009 YN5                 | 17 dicembre 2009 | Mount Lemmon Survey    |
| 281825 -        | 2009 YA7                 | 18 dicembre 2009 | Tzec Maun              |
| 281826 -        | 2009 YG20                | 26 dicembre 2009 | Spacewatch             |
| 281827 -        | 2009 YT23                | 18 dicembre 2009 | Spacewatch             |
| 281828 -        | 2009 YN25                | 19 dicembre 2009 | Spacewatch             |
| 281829 -        | 2010 AR5                 | 5 gennaio 2010   | Spacewatch             |
| 281830 -        | 2010 AF20                | 7 gennaio 2010   | Mount Lemmon Survey    |
| 281831 -        | 2010 AG41                | 6 gennaio 2010   | Spacewatch             |
| 281832 -        | 2010 AA65                | 11 gennaio 2010  | Spacewatch             |
| 281833 -        | 2010 AC65                | 11 gennaio 2010  | Spacewatch             |
| 281834 -        | 2010 AO68                | 12 gennaio 2010  | Spacewatch             |
| 281835 -        | 2010 AR68                | 12 gennaio 2010  | CSS                    |
| 281836 -        | 2010 AM71                | 12 gennaio 2010  | Mount Lemmon Survey    |
| 281837 -        | 2010 AV71                | 13 gennaio 2010  | Spacewatch             |
| 281838 -        | 2010 AX72                | 13 gennaio 2010  | Mount Lemmon Survey    |
| 281839 -        | 2010 AY77                | 14 gennaio 2010  | Spacewatch             |
| 281840 -        | 2010 AB79                | 12 gennaio 2010  | CSS                    |
| 281841 -        | 2010 AM80                | 8 gennaio 2010   | Spacewatch             |
| 281842 -        | 2010 AL81                | 12 gennaio 2010  | Spacewatch             |
| 281843 -        | 2010 CS24                | 9 FEBBRAIO 2010  | Mount Lemmon Survey    |
| 281844 -        | 2010 CR29                | 9 FEBBRAIO 2010  | Spacewatch             |
| 281845 -        | 2010 CH41                | 6 febbraio 2010  | Mount Lemmon Survey    |
| 281846 -        | 2010 CR41                | 5 febbraio 2010  | CSS                    |
| 281847 -        | 2010 CC44                | 13 febbraio 2010 | Calvin College         |
| 281848 -        | 2010 CR55                | 12 febbraio 2010 | LINEAR                 |
| 281849 -        | 2010 CO62                | 9 FEBBRAIO 2010  | CSS                    |
| 281850 -        | 2010 CP67                | 10 febbraio 2010 | Spacewatch             |
| 281851 -        | 2010 CC70                | 13 febbraio 2010 | Mount Lemmon Survey    |
| 281852 -        | 2010 CP77                | 13 febbraio 2010 | Mount Lemmon Survey    |
| 281853 -        | 2010 CS78                | 13 febbraio 2010 | Mount Lemmon Survey    |
| 281854 -        | 2010 CH82                | 13 febbraio 2010 | Spacewatch             |
| 281855 -        | 2010 CA94                | 2 ottobre 2003   | Spacewatch             |
| 281856 -        | 2010 CP96                | 14 febbraio 2010 | Mount Lemmon Survey    |
| 281857 -        | 2010 CK128               | 9 FEBBRAIO 2010  | CSS                    |
| 281858 -        | 2010 CY128               | 9 FEBBRAIO 2010  | CSS                    |
| 281859 -        | 2010 CV138               | 15 febbraio 2010 | Mount Lemmon Survey    |
| 281860 -        | 2010 CK139               | 9 FEBBRAIO 2010  | CSS                    |
| 281861 -        | 2010 CZ165               | 10 febbraio 2010 | Spacewatch             |
| 281862 -        | 2010 CM167               | 14 febbraio 2010 | Mount Lemmon Survey    |
| 281863 -        | 2010 CN179               | 9 FEBBRAIO 2010  | CSS                    |
| 281864 -        | 2010 CX243               | 2 febbraio 2010  | WISE                   |
| 281865 -        | 2010 DL11                | 16 febbraio 2010 | Mount Lemmon Survey    |
| 281866 -        | 2010 DW11                | 16 febbraio 2010 | Mount Lemmon Survey    |
| 281867 -        | 2010 DR41                | 17 Feb 2010      | Spacewatch             |
| 281868 -        | 2010 DH70                | 28 Feb 2010      | WISE                   |
| 281869 -        | 2010 EV2                 | 5 marzo 2010     | Farra d'Isonzo         |
| 281870 -        | 2010 EH66                | 10 marzo 2010    | PMO NEO Survey Program |
| 281871 -        | 2010 EX88                | 14 marzo 2010    | Mount Lemmon Survey    |
| 281872 -        | 2010 EU92                | 14 marzo 2010    | Spacewatch             |
| 281873 -        | 2010 EC99                | 14 marzo 2010    | Spacewatch             |
| 281874 -        | 2010 ES102               | 15 marzo 2010    | Mount Lemmon Survey    |
| 281875 -        | 2010 ES138               | 15 marzo 2010    | Mount Lemmon Survey    |
| 281876 -        | 2010 FP35                | 18 marzo 2010    | WISE                   |
| 281877 -        | 2010 FA83                | 19 Mar 2010      | Spacewatch             |
| 281878 -        | 2010 GT24                | 7 aprile 2010    | Mount Lemmon Survey    |
| 281879 -        | 2010 GW119               | 20 ottobre 2003  | Spacewatch             |
| 281880 Wuweiren | 2010 GK126               | 16 agosto 2007   | PMO NEO Survey Program |
| 281881 -        | 2010 HO78                | 20 Apr 2010      | Spacewatch             |
| 281882 -        | 2010 HD104               | 20 Apr 2010      | Siding Spring Survey   |
| 281883 -        | 2010 JB49                | 7 maggio 2010    | Spacewatch             |
| 281884 -        | 2010 JM83                | 6 MAGGIO 2010    | Mount Lemmon Survey    |
| 281885 -        | 2010 JH163               | 8 mag 2010       | Mount Lemmon Survey    |
| 281886 -        | 2010 KM110               | 29 maggio 2010   | WISE                   |
| 281887 -        | 2010 LR1                 | 5 GIUGNO 2010    | Ferrando, R.           |
| 281888 -        | 2010 LY33                | 1 giugno 2010    | Spacewatch             |
| 281889 -        | 2010 LC62                | 5 GIUGNO 2010    | Spacewatch             |
| 281890 -        | 2010 OA74                | 25 luglio 2010   | WISE                   |
| 281891 -        | 2010 PA78                | 16 giugno 2009   | Spacewatch             |
| 281892 -        | 2010 XL19                | 16 novembre 2006 | Spacewatch             |
| 281893 -        | 2011 AS                  | 29 ottobre 2002  | NEAT                   |
| 281894 -        | 2011 AF29                | 2 febbraio 2000  | Spacewatch             |
| 281895 -        | 2011 AC49                | 4 dicembre 2005  | Spacewatch             |
| 281896 -        | 2011 BQ                  | 22 novembre 2006 | Mount Lemmon Survey    |
| 281897 -        | 2011 BS5                 | 5 settembre 2000 | Spacewatch             |
| 281898 -        | 2011 BP25                | 10 maggio 2007   | CSS                    |
| 281899 -        | 2011 CW9                 | 6 dicembre 2005  | Spacewatch             |
| 281900 -        | 2011 CP17                | 27 febbraio 2006 | Spacewatch             |

## 281901-282000
| Nome     | Designazione provvisoria | Data di scoperta  | Scopritore               |
| -------- | ------------------------ | ----------------- | ------------------------ |
| 281901 - | 2011 CR17                | 7 dicembre 2002   | Spacewatch               |
| 281902 - | 2011 CB19                | 3 febbraio 2000   | LINEAR                   |
| 281903 - | 2011 CP20                | 2 marzo 2000      | Spacewatch               |
| 281904 - | 2011 CX49                | 25 agosto 2004    | Spacewatch               |
| 281905 - | 2011 CJ72                | 13 maggio 2007    | Mount Lemmon Survey      |
| 281906 - | 2011 CB77                | 25 novembre 2009  | Mount Lemmon Survey      |
| 281907 - | 2011 DX2                 | 16 ottobre 2006   | CSS                      |
| 281908 - | 2011 EQ16                | 11 agosto 1997    | Spacewatch               |
| 281909 - | 2011 ED24                | 17 gennaio 2005   | Spacewatch               |
| 281910 - | 2011 EG28                | 19 ottobre 2003   | Sloan Digital Sky Survey |
| 281911 - | 2011 EU51                | 25 marzo 2006     | Spacewatch               |
| 281912 - | 2011 EX52                | 13 dicembre 2006  | Spacewatch               |
| 281913 - | 2011 EZ53                | 9 ottobre, 1993   | Elst, E. W.              |
| 281914 - | 2011 EF63                | 9 aprile 2003     | NEAT                     |
| 281915 - | 2011 ET71                | 23 settembre 2005 | CSS                      |
| 281916 - | 2011 EW76                | 1 dicembre 2005   | Mount Lemmon Survey      |
| 281917 - | 2011 FA                  | 27 novembre 1998  | Spacewatch               |
| 281918 - | 2011 FE2                 | 10 aprile 2003    | Spacewatch               |
| 281919 - | 2011 FO6                 | 17 marzo 2005     | Spacewatch               |
| 281920 - | 2011 FR9                 | 29 settembre 2008 | CSS                      |
| 281921 - | 2011 FN11                | 8 aprile 2002     | Spacewatch               |
| 281922 - | 2011 FY11                | 11 settembre 2002 | NEAT                     |
| 281923 - | 2011 FX12                | 1 maggio 1997     | Spacewatch               |
| 281924 - | 2011 FZ12                | 14 dicembre 2001  | Spacewatch               |
| 281925 - | 2011 FT13                | 6 febbraio 2006   | Mount Lemmon Survey      |
| 281926 - | 2011 FW13                | 13 marzo 2005     | Spacewatch               |
| 281927 - | 2011 FV19                | 16 ottobre 1999   | Spacewatch               |
| 281928 - | 2011 FN30                | 22 settembre 2008 | Spacewatch               |
| 281929 - | 2011 FB32                | 21 novembre 2003  | Spacewatch               |
| 281930 - | 2011 FG45                | 15 gennaio 2001   | Spacewatch               |
| 281931 - | 2011 FV46                | 8 ottobre 2004    | Spacewatch               |
| 281932 - | 2011 FL48                | 14 maggio 2004    | Spacewatch               |
| 281933 - | 2011 FJ83                | 9 ottobre 2002    | LINEAR                   |
| 281934 - | 2011 FG138               | 9 settembre 2008  | Mount Lemmon Survey      |
| 281935 - | 2011 FF142               | 23 settembre 2008 | Spacewatch               |
| 281936 - | 2011 FT142               | 13 febbraio 2007  | Mount Lemmon Survey      |
| 281937 - | 2011 FZ142               | 2 aprile 2006     | Mount Lemmon Survey      |
| 281938 - | 2011 FC143               | 3 marzo 2005      | Spacewatch               |
| 281939 - | 2011 FQ143               | 31 gennaio 2006   | Mount Lemmon Survey      |
| 281940 - | 2011 FH147               | 7 settembre 2004  | Spacewatch               |
| 281941 - | 2011 FF148               | 15 ottobre 1995   | Spacewatch               |
| 281942 - | 2011 FD150               | 30 novembre 2005  | Spacewatch               |
| 281943 - | 2011 FM154               | 27 febbraio 2007  | Spacewatch               |
| 281944 - | 2011 GT3                 | 23 settembre 2008 | Mount Lemmon Survey      |
| 281945 - | 2011 GR9                 | 5 aprile 2003     | LONEOS                   |
| 281946 - | 2011 GH12                | 18 marzo 2002     | Spacewatch               |
| 281947 - | 2011 GG31                | 29 Feb 2000       | LINEAR                   |
| 281948 - | 2011 GH32                | 25 aprile 2007    | Spacewatch               |
| 281949 - | 2011 GA34                | 9 ottobre 2004    | Spacewatch               |
| 281950 - | 2011 GS36                | 5 settembre 2007  | CSS                      |
| 281951 - | 2011 GR39                | 5 febbraio 2006   | Mount Lemmon Survey      |
| 281952 - | 2011 GE46                | 12 marzo 1996     | Spacewatch               |
| 281953 - | 2011 GU46                | 5 marzo 2006      | Spacewatch               |
| 281954 - | 2011 GJ55                | 29 settembre 2003 | Spacewatch               |
| 281955 - | 2011 GM55                | 14 dic 2004       | Spacewatch               |
| 281956 - | 2011 GU55                | 10 febbraio 2005  | CINEOS                   |
| 281957 - | 2011 GR57                | 23 settembre 2008 | Mount Lemmon Survey      |
| 281958 - | 2011 GP58                | 23 agosto 2001    | Spacewatch               |
| 281959 - | 2011 GG59                | 13 marzo 2003     | Spacewatch               |
| 281960 - | 2011 GF61                | 27 luglio 2001    | LONEOS                   |
| 281961 - | 2011 GK63                | 11 marzo 2002     | Spacewatch               |
| 281962 - | 2011 GX63                | 1 novembre 2005   | Mount Lemmon Survey      |
| 281963 - | 2011 GB64                | 3 ottobre 2008    | Mount Lemmon Survey      |
| 281964 - | 2011 GN65                | 19 novembre 2004  | CSS                      |
| 281965 - | 2011 GP66                | 25 febbraio 2007  | Spacewatch               |
| 281966 - | 2011 GZ66                | 8 dicembre 2005   | Spacewatch               |
| 281967 - | 2011 GO69                | 22 agosto 2007    | LONEOS                   |
| 281968 - | 2011 GR69                | 24 maggio 2001    | Buie, M. W.              |
| 281969 - | 2011 GT69                | 27 settembre 2003 | Spacewatch               |
| 281970 - | 2011 GV69                | 8 agosto 2007     | Siding Spring Survey     |
| 281971 - | 2011 GC70                | 1 dicembre 2005   | Spacewatch               |
| 281972 - | 2011 GF70                | 7 ottobre 2004    | Spacewatch               |
| 281973 - | 2011 GV71                | 18 dicembre 2004  | Mount Lemmon Survey      |
| 281974 - | 2011 GM72                | 3 maggio 2002     | Spacewatch               |
| 281975 - | 2011 GR72                | 30 settembre 2003 | Spacewatch               |
| 281976 - | 2011 GC78                | 23 giugno 1995    | Spacewatch               |
| 281977 - | 2011 HS8                 | 18 dicembre 1995  | Spacewatch               |
| 281978 - | 2011 HQ9                 | 21 dicembre 2006  | Spacewatch               |
| 281979 - | 2011 HR10                | 25 giugno 2000    | Spacewatch               |
| 281980 - | 2011 HB11                | 2 dicembre 2005   | Spacewatch               |
| 281981 - | 2011 HJ12                | 23 gennaio 2006   | Spacewatch               |
| 281982 - | 2011 HN13                | 12 gennaio 2004   | NEAT                     |
| 281983 - | 2011 HX17                | 25 marzo 2006     | Spacewatch               |
| 281984 - | 2011 HQ18                | 16 febbraio 2002  | Spacewatch               |
| 281985 - | 2011 HR18                | 9 marzo 2005      | CSS                      |
| 281986 - | 2011 HK20                | 2 febbraio 2001   | Spacewatch               |
| 281987 - | 2011 HV21                | 22 maggio 2003    | Spacewatch               |
| 281988 - | 2011 HY21                | 10 marzo 2005     | CSS                      |
| 281989 - | 2011 HE23                | 23 novembre 1998  | Spacewatch               |
| 281990 - | 2011 HZ25                | 12 ottobre 2001   | NEAT                     |
| 281991 - | 2011 HM26                | 27 febbraio 2006  | Mount Lemmon Survey      |
| 281992 - | 2011 HU27                | 16 marzo 2007     | CSS                      |
| 281993 - | 2011 HW28                | 20 ottobre 1995   | Spacewatch               |
| 281994 - | 2011 HY28                | 31 gennaio 2003   | NEAT                     |
| 281995 - | 2011 HC29                | 20 aprile 1996    | Spacewatch               |
| 281996 - | 2011 HX29                | 3 marzo 2005      | Spacewatch               |
| 281997 - | 2011 HR32                | 1 agosto 2001     | NEAT                     |
| 281998 - | 2011 HF35                | 21 settembre 2001 | NEAT                     |
| 281999 - | 2011 HH36                | 11 novembre 2004  | CSS                      |
| 282000 - | 2011 HU36                | 18 dicembre 2003  | Spacewatch               |